# Classe lògica
Una classe lògica és un conjunt de coses o organismes que satisfan un criteri de pertinença (predicat) que ha estat definit per l'home. Les classes lògiques no tenen una existència real en el món físic, donat que són conceptes, invencions de la ment humana. Tampoc tenen noms propis com els individus lògics (com ara "Catalunya"), sinó que solen portar noms universals (com ara "país"). Els grups parafilètics i polifilètics són classes lògiques.